# César 2024

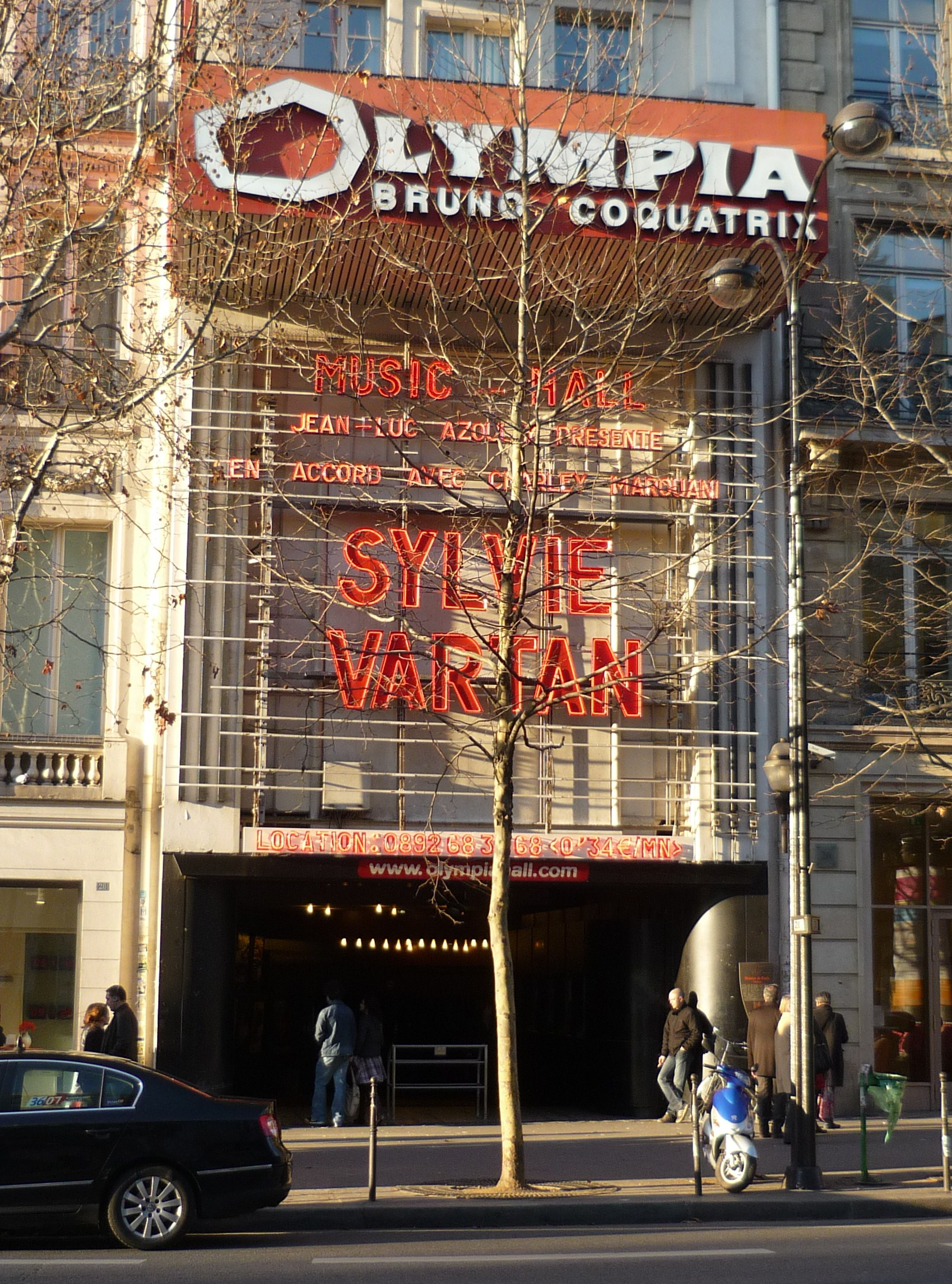
Das Olympia, Veranstaltungsort der César-Verleihung 2024

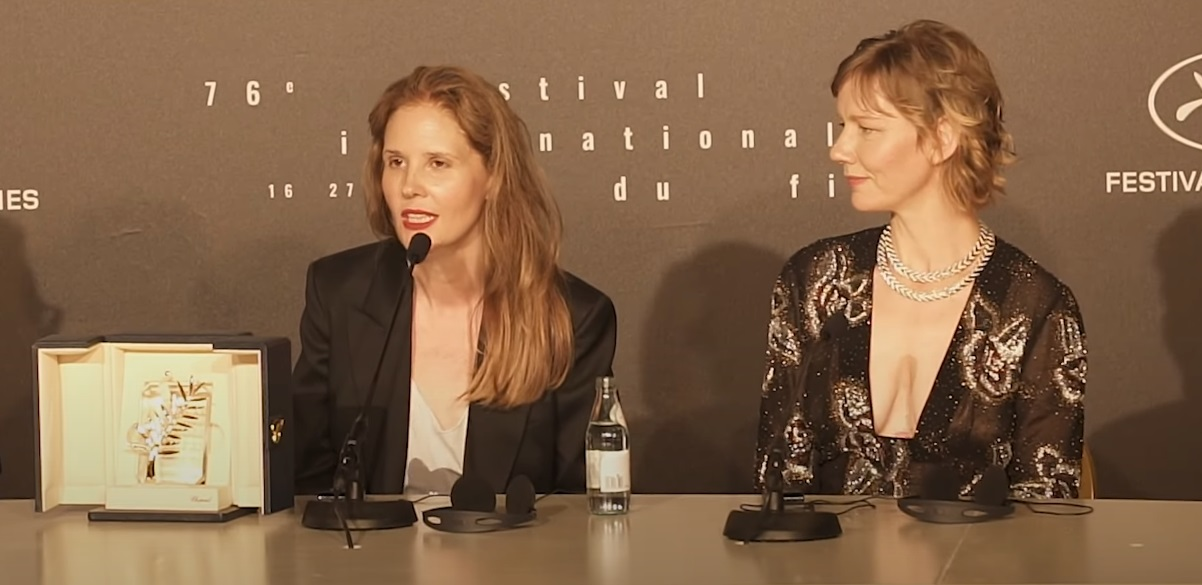
Justine Triet (links) und Sandra Hüller mit der gewonnenen Goldenen Palme in Cannes für Anatomie eines Falls

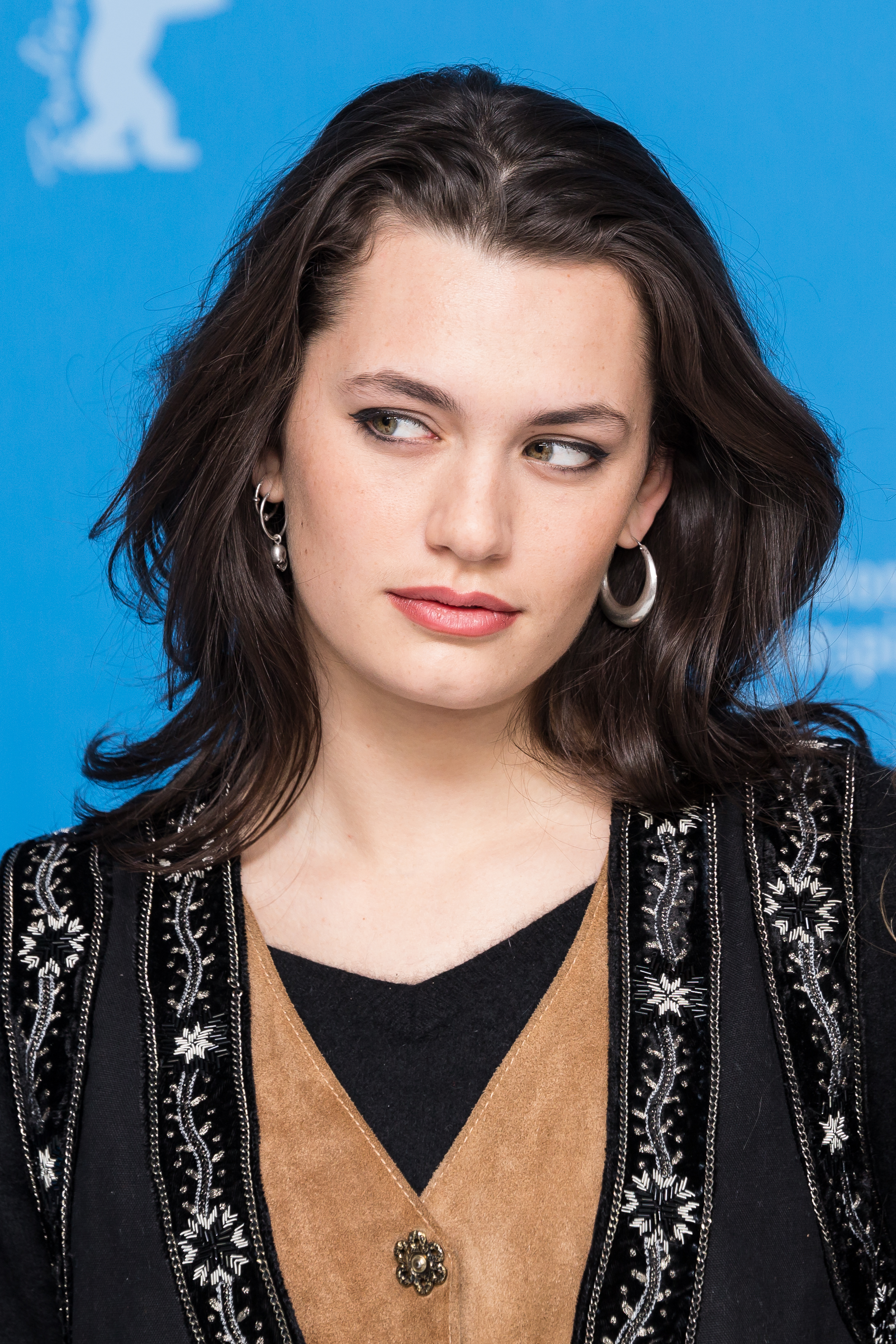
Ausgezeichnet als beste Nachwuchsdarstellerin: Ella Rumpf (Die Gleichung ihres Lebens / Le théorème de Marguerite)

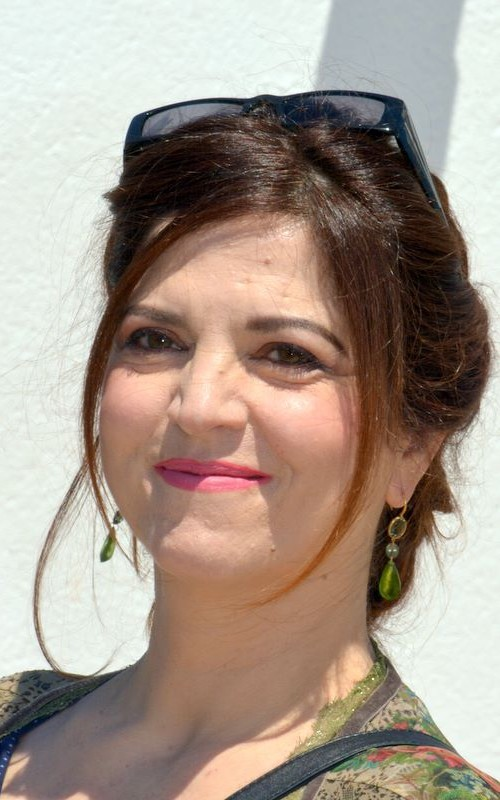
Ehrenpreisträgerin: Agnès Jaoui (2017)

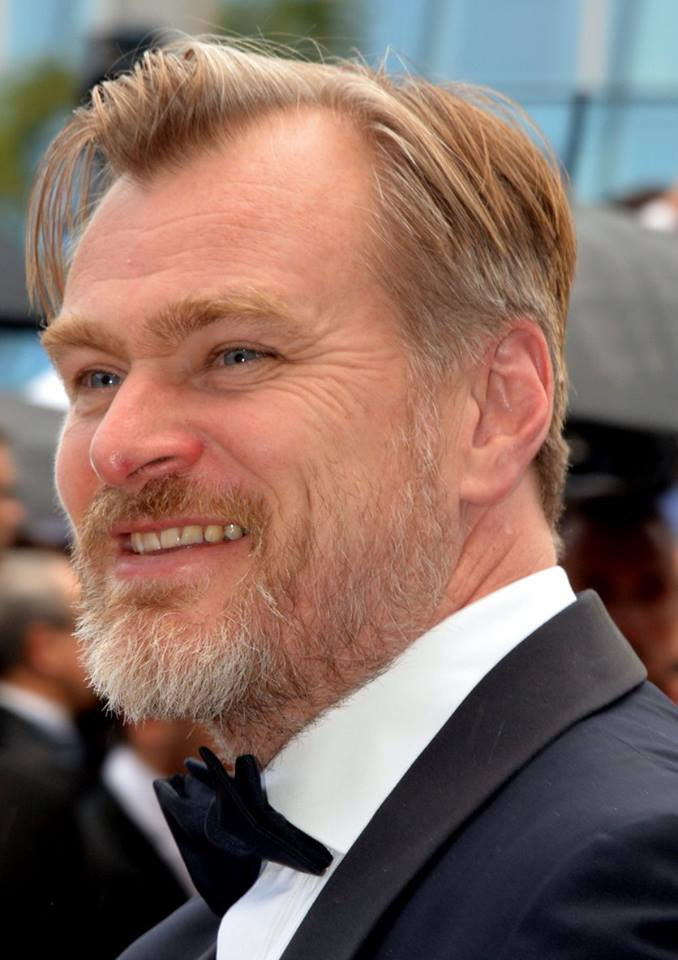
Ehrenpreisträger: Christopher Nolan (2018)

Die 49. César-Verleihung fand am 23. Februar 2024 im Konzerthaus Olympia in Paris statt. Die von der französischen Académie des Arts et Techniques du Cinéma vergebenen Filmpreise für die aus ihrer Sicht besten Produktionen des Kinojahres 2023 wurden in 24 Kategorien verliehen. Die Veranstaltung wurde live vom französischen Fernsehsender Canal+ übertragen. Den jährlich wechselnden Vorsitz der Gala übernahm Valérie Lemercier.
Erfolgreichster Film wurde Anatomie eines Falls von Justine Triet, der bereits zuvor unter anderem die Goldene Palme des Filmfestivals von Cannes, den Europäischen Filmpreis und den Prix Lumières erhalten hatte und für fünf Oscars nominiert wurde. Das Justizdrama mit der deutschen Schauspielerin Sandra Hüller in der Hauptrolle triumphierte unter anderem in den César-Kategorien Film, Regie, Drehbuch, Haupt- und Nebenrolle und konnte insgesamt 6 seiner 11 Nominierungen in Siege umsetzen. Hüller ist die erste deutsche Schauspielerin seit Romy Schneider (1979), die als beste Hauptdarstellerin ausgezeichnet wurde. Als Favorit in die Preisverleihung war Thomas Cailleys Science-Fiction-Abenteuerfilm Animalia gegangen, der in zwölf Kategorien berücksichtigt worden war und fünf Césars in den technischen Kategorien gewann. Die Nominierungen waren am 24. Januar 2024 bekanntgegeben worden. Die schweizerisch-französische Schauspielerin Ella Rumpf erhielt für ihre Titelrolle als brillante aber desillusionierte Mathematikstudentin in Anna Novions Tragikomödie Die Gleichung ihres Lebens (Le théorème de Marguerite) den Preis als beste Nachwuchsdarstellerin. Der japanische Beitrag Perfect Days von Wim Wenders hatte in der Kategorie Bester ausländischer Film gegenüber dem kanadisch-französischen Beitrag Simple comme Sylvain von Monia Chokri das Nachsehen.
In der Kategorie Beste Nebendarstellerin waren vier der fünf Nominierungen an Schauspielerinnen aus dem Sozialdrama All eure Gesichter von Jeanne Herry vergeben worden, der insgesamt neun Nominierungen erhalten hatte. Als Beste Nachwuchsdarsteller wurden unter anderem die Brüder Paul (Animalia) und Samuel Kircher (Im letzten Sommer) berücksichtigt.
Bereits vorab als Gewinner fest standen die französische Filmschaffende Agnès Jaoui und der britisch-amerikanische Filmemacher Christopher Nolan, dessen jüngst vielfach preisgekrönter Spielfilm Oppenheimer eine Nominierung in der Kategorie Bester ausländischer Film erhielt.
| Film                                                            | N  | A |
| --------------------------------------------------------------- | -- | - |
| Animalia                                                        | 12 | 5 |
| Anatomie eines Falls                                            | 11 | 6 |
| All eure Gesichter                                              | 09 | 1 |
| Der Fall Goldman                                                | 08 | 1 |
| Schrottplatzköter                                               | 07 | 2 |
| Die drei Musketiere – D’Artagnan / Die drei Musketiere – Milady | 06 | 1 |
| L’amour et les forêts                                           | 04 | 1 |
| Im letzten Sommer                                               | 04 | 0 |
| Geliebte Köchin                                                 | 03 | 0 |
| Little Girl Blue                                                | 03 | 0 |
| Le consentement                                                 | 02 | 0 |
| Jeanne du Barry                                                 | 02 | 0 |
| Le ravissement                                                  | 02 | 0 |
| Die Gleichung ihres Lebens                                      | 02 | 1 |
| Vermines                                                        | 02 | 0 |
| Yannick                                                         | 02 | 0 |

## Preisträger und Nominierte

### Bester Film
Anatomie eines Falls (Anatomie d’une chute) – Regie: Justine Triet; Produktion: Marie-Ange Luciani und David Thion
- nominiert: 
  - All eure Gesichter (Je verrai toujours vos visages) – Regie: Jeanne Herry; Produktion: Hugo Sélignac und Alain Attal
  - Animalia (Le règne animal) – Regie: Thomas Cailley; Produktion: Pierre Guyard
  - Schrottplatzköter (Chien de la casse) – Regie: Jean-Baptiste Durand; Produktion: Anaïs Bertrand
  - Der Fall Goldman (Le procès Goldman) – Regie: Cédric Kahn; Produktion: Benjamin Elalouf

### Beste Regie
Justine Triet – Anatomie eines Falls (Anatomie d’une chute)
- nominiert: 
  - Catherine Breillat – Im letzten Sommer (L’été dernier)
  - Thomas Cailley – Animalia (Le règne animal)
  - Jeanne Herry – All eure Gesichter (Je verrai toujours vos visages)
  - Cédric Kahn – Der Fall Goldman (Le procès Goldman)

### Beste Hauptdarstellerin
Sandra Hüller – Anatomie eines Falls (Anatomie d’une chute)
- nominiert: 
  - Marion Cotillard – Little Girl Blue
  - Léa Drucker – Im letzten Sommer (L’été dernier)
  - Virginie Efira – L’amour et les forêts
  - Hafsia Herzi – Le ravissement

### Bester Hauptdarsteller
Arieh Worthalter – Der Fall Goldman (Le procès Goldman)
- nominiert: 
  - Romain Duris – Animalia (Le règne animal)
  - Benjamin Lavernhe – L’Abbé Pierre – Une vie de combats
  - Melvil Poupaud – L’amour et les forêts
  - Raphaël Quenard – Yannick

### Beste Nebendarstellerin
Adèle Exarchopoulos – All eure Gesichter (Je verrai toujours vos visages)
- nominiert: 
  - Leïla Bekhti – All eure Gesichter (Je verrai toujours vos visages)
  - Galatéa Bellugi – Schrottplatzköter (Chien de la casse)
  - Élodie Bouchez – All eure Gesichter (Je verrai toujours vos visages)
  - Miou-Miou – All eure Gesichter (Je verrai toujours vos visages)

### Bester Nebendarsteller
Swann Arlaud – Anatomie eines Falls (Anatomie d’une chute)
- nominiert: 
  - Anthony Bajon – Schrottplatzköter (Chien de la casse)
  - Arthur Harari – Der Fall Goldman (Le procès Goldman)
  - Pio Marmaï – Yannick
  - Antoine Reinartz – Anatomie eines Falls (Anatomie d’une chute)

### Beste Nachwuchsdarstellerin
Ella Rumpf – Die Gleichung ihres Lebens (Le théorème de Marguerite)
- nominiert: 
  - Céleste Brunnquell – La fille de son père
  - Kim Higelin – Le consentement
  - Suzanne Jouannet – Der Königsweg
  - Rebecca Marder – De grandes espérances

### Bester Nachwuchsdarsteller
Raphaël Quenard – Schrottplatzköter (Chien de la casse)
- nominiert: 
  - Julien Frison – Die Gleichung ihres Lebens (Le théorème de Marguerite)
  - Paul Kircher – Animalia (Le règne animal)
  - Samuel Kircher – Im letzten Sommer (L’été dernier)
  - Milo Machado-Graner – Anatomie eines Falls (Anatomie d’une chute)

### Bestes Originaldrehbuch
Justine Triet und Arthur Harari – Anatomie eines Falls (Anatomie d’une chute)
- nominiert: 
  - Thomas Cailley und Pauline Munier – Animalia (Le règne animal)
  - Jean-Baptiste Durand – Schrottplatzköter (Chien de la casse)
  - Jeanne Herry – All eure Gesichter (Je verrai toujours vos visages)
  - Nathalie Hertzberg und Cédric Kahn – Der Fall Goldman (Le procès Goldman)

### Bestes adaptiertes Drehbuch
Valérie Donzelli und Audrey Diwan – L’Amour et les forêts
- nominiert: 
  - Vanessa Filho – Le consentement
  - Catherine Breillat – Im letzten Sommer (L’été dernier)

### Beste Kostüme
Ariane Daurat  – Animalia (Le règne animal)
- nominiert: 
  - Pascaline Chavanne – Mein fabelhaftes Verbrechen (Mon crime)
  - Thierry Delettre – Die drei Musketiere – D’Artagnan (Les Trois Mousquetaires: D’Artagnan) und Die drei Musketiere – Milady (Les Trois Mousquetaires: Milady)
  - Jürgen Doering – Jeanne du Barry
  - Tran Nu Yên Khê – Geliebte Köchin (La passion de Dodin Bouffant)

### Beste Kamera
David Cailley – Animalia (Le règne animal)
- nominiert: 
  - Simon Beaufils – Anatomie eines Falls (Anatomie d’une chute)
  - Nicolas Bolduc – Die drei Musketiere – D’Artagnan (Les Trois Mousquetaires: D’Artagnan) und Die drei Musketiere – Milady (Les Trois Mousquetaires: Milady)
  - Patrick Ghiringhelli – Der Fall Goldman (Le procès Goldman)
  - Jonathan Ricquebourg – Geliebte Köchin (La passion de Dodin Bouffant)

### Bestes Szenenbild
Stéphane Taillasson – Die drei Musketiere – D’Artagnan (Les Trois Mousquetaires: D’Artagnan) und Die drei Musketiere – Milady (Les Trois Mousquetaires: Milady)
- nominiert: 
  - Emmanuelle Duplay – Anatomie eines Falls (Anatomie d’une chute)
  - Angelo Zamparutti – Jeanne du Barry
  - Toma Baquéni – Geliebte Köchin (La passion de Dodin Bouffant)
  - Julia Lemaire – Animalia (Le règne animal)

### Bester Schnitt
Laurent Sénéchal – Anatomie eines Falls (Anatomie d’une chute)
- nominiert: 
  - Francis Vesin – All eure Gesichter (Je verrai toujours vos visages)
  - Valérie Loiseleux – Little Girl Blue
  - Yann Dedet – Der Fall Goldman (Le procès Goldman)
  - Lilian Corbeille – Animalia (Le règne animal)

### Bester Ton
Fabrice Osinski, Raphaël Sohier, Matthieu Fichet und Niels Barletta – Animalia (Le règne animal)
- nominiert: 
  - Julien Sicart, Fanny Martin, Jeanne Deplancq und Olivier Goinard – Anatomie eines Falls (Anatomie d’une chute)
  - Rémi Daru, Guadalupe Cassius, Loïc Prian und Marc Doisine – All eure Gesichter (Je verrai toujours vos visages)
  - Erwan Kerzanet, Sylvain Malbrant und Olivier Guillaume – Der Fall Goldman (Le procès Goldman)
  - David Rit, Gwennolé Le Borgne, Olivier Touche, Cyril Holtz und Niels Barletta – Die drei Musketiere – D’Artagnan (Les Trois Mousquetaires: D’Artagnan) und Die drei Musketiere – Milady (Les Trois Mousquetaires: Milady)

### Beste visuelle Effekte
Cyrille Bonjean, Bruno Sommier und Jean-Louis Autret – Animalia (Le règne animal)
- nominiert: 
  - Thomas Duval – Acide
  - Lise Fischer und Cédric Fayolle – La montagne
  - Olivier Cauwet – Die drei Musketiere – D’Artagnan (Les Trois Mousquetaires: D’Artagnan) und Die drei Musketiere – Milady (Les Trois Mousquetaires: Milady)
  - Léo Ewald – Vermines

### Beste Filmmusik
Andrea Laszlo De Simone – Animalia (Le règne animal)
- nominiert: 
  - Gabriel Yared – L’amour et les forêts
  - Delphine Malausséna – Schrottplatzköter (Chien de la casse)
  - Vitalic – Disco Boy
  - Guillaume Roussel  – Die drei Musketiere – D’Artagnan (Les Trois Mousquetaires: D’Artagnan) und Die drei Musketiere – Milady (Les Trois Mousquetaires: Milady)

### Bestes Erstlingswerk
Schrottplatzköter (Chien de la casse) – Regie: Jean-Baptiste Durand; Produktion: Anaïs Bertrand
- nominiert: 
  - Bernadette – Regie: Léa Domenach; Produktion: Antoine Rein und Fabrice Goldstein
  - Le ravissement – Regie: Iris Kaltenbäck; Produktion: Alice Bloch et Thierry de Clermont-Tonnerre
  - Vermines – Regie: Sébastien Vaniček; Produktion:Harry Tordjman
  - Vincent Must Die (Vincent doit mourir) – Regie: Stéphan Castang; Produktion: Thierry Lounas und Claire Bonnefoy

### Bester Animationsfilm
Linda will Hühnchen! (Linda veut du poulet!) – Regie: Chiara Malta und Sébastien Laudenbach; Produktion: Marc Irmer, Emmanuel-Alain Raynal und Pierre Baussaron
- nominiert: 
  - Interdit aux chiens et aux Italiens – Regie: Alain Ughetto; Produktion: Alexandre Cornu, Jean-François Le Corre und Mathieu Courtois
  - Mars Express – Regie: Jérémie Périn; Produktion: Didier Creste

### Bester Dokumentarfilm
Olfas Töchter (Les filles d’Olfa) – Regie: Kaouther Ben Hania; Produktion: Nadim Cheikhrouha
- nominiert: 
  - Atlantic Bar – Regie: Fanny Molins; Produktion: Chloé Servel und Nicolas Tiry
  - Auf der Adamant (Sur l’Adamant) – Regie: Nicolas Philibert; Produktion: Miléna Poylo, Gilles Sacuto und Céline Loiseau
  - Little Girl Blue – Regie: Mona Achache; Produktion: Laetitia Gonzalez und Yaël Fogiel
  - Notre corps – Regie: Claire Simon; Produktion: Kristina Larsen

### Bester animierter Kurzfilm
Sommer 96 (Été 96) – Regie: Mathilde Bédouet; Produktion: Ninon Chapuis, Thibault de Gantès, Lucas Le Postec und Simon Ingelaere
- nominiert: 
  - Drôles d’oiseaux – Regie: Charlie Belin; Produktion: Virginie Giachino und Jean-Stéphane Michaux
  - Der Wald der Familie Tang (La Forêt de Mademoiselle Tang)– Regie: Denis Do; Produktion: Sébastien Onomo

### Bester Kurzfilm
L’attente – Regie: Alice Douard; Produktion: Marie Boitard und Alice Douard
- nominiert: 
  - Boléro – Regie: Nans Laborde-Jourdàa; Produktion: Margaux Lorier
  - Rapide – Regie: Paul Rigoux; Produktion: Anne Luthaud
  - Les silencieux – Regie: Basile Vuillemin; Produktion: Thomas Guentch

### Bester dokumentarischer Kurzfilm
La mécanique des fluides – Regie: Gala Hernández López; Produktion: Ninon Chapuis, Thibault de Gantès und Lucas Le Postec
- nominiert: 
  - L’acteur, ou la surprenante vertu de l'incompréhension – Regie: Hugo David und Raphaël Quenard; Produktion: Anaïs Bertrand und Raphaël Quenard
  - L’effet de mes rides – Regie: Claude Delafosse; Produktion: Yves Bouveret

### Bester ausländischer Film
Simple comme Sylvain, Kanada / Frankreich – Regie: Monia Chokri
- nominiert: 
  - Die Bologna-Entführung – Geraubt im Namen des Papstes (Rapito), Italien / Frankreich / Deutschland – Regie: Marco Bellocchio
  - Fallende Blätter, Finnland – Regie: Aki Kaurismäki
  - Oppenheimer, USA / Vereinigtes Königreich – Regie: Christopher Nolan
  - Perfect Days, Japan – Regie: Wim Wenders

## Spezialpreise

### Ehrenpreis („César d’honneur“)
- Agnès Jaoui, französische Schauspielerin und Filmemacherin
- Christopher Nolan, britisch-amerikanischer Filmemacher

### César des lycéens
All eure Gesichter (Je verrai toujours vos visages) – Regie: Jeanne Herry
- nominiert:
  - Anatomie eines Falls (Anatomie d’une chute) – Regie: Justine Triet
  - Animalia (Le règne animal)
  - Schrottplatzköter (Chien de la casse) – Regie: Jean-Baptiste Durand
  - Der Fall Goldman (Le procès Goldman) – Regie: Cédric Kahn

Die fünf für den besten Film nominierten Beiträge standen für rund 2000 Schüler in der Kategorie César des lycéens zur Auswahl. Der Preis wurde vom französischen Bildungsministerium und der Académie des Arts et Techniques du Cinéma gestiftet.
Die Preisverleihung fand am 20. März 2024 an der Pariser Universität Sorbonne statt.